# После дождя. Плёс
«По́сле дождя́. Плёс» — пейзаж русского художника Исаака Левитана (1860—1900), написанный в 1889 году. Принадлежит Государственной Третьяковской галерее (инв. 1480). Размер — 80 × 125 см (по другим данным, 82 × 126,5 см). На картине изображён берег Волги в пасмурный, облачный день: в центре полотна — баржи и лодки, слева — плывущий по Волге пароходик, а справа — ближний берег реки, городские дома и церковь.
Картина «После дождя. Плёс» была написана по итогам третьей поездки Левитана на Волгу и его второго пребывания в Плёсе, во время которого им был создан ряд этюдов для будущей картины. По всей видимости, работа над полотном была закончена в Москве в конце 1889 года. Картина экспонировалась на 18-й выставке Товарищества передвижных художественных выставок («передвижников»), открывшейся в феврале 1890 года в Санкт-Петербурге. Ещё до открытия выставки она была приобретена Павлом Третьяковым.
Искусствовед Алексей Фёдоров-Давыдов писал, что на картине «После дождя. Плёс» представлен «не просто вид, а средствами пейзажа переданное лирическое повествование о русской жизни, так живо напоминающее нам соответствующие повести Чехова»; впоследствии такой «развитый пленэрный пейзаж» получил название «пейзажа настроения». По мнению искусствоведа Владимира Петрова, полотно «После дождя. Плёс» относится к лучшим произведениям волжской серии Левитана; более того, оно является одним из лучших произведений не только волжского периода, но и вообще всего творчества художника.

## История
В первый раз Исаак Левитан побывал на Волге в 1887 году, проведя там около двух месяцев. Вторая поездка Левитана на Волгу, в которой его сопровождали художники Софья Кувшинникова и Алексей Степанов, состоялась с апреля по октябрь 1888 года. Значительную часть времени они провели в Плёсе — небольшом городе, расположенном на правом берегу Волги (в XIX веке Плёс принадлежал к Костромской губернии, а в XX веке вошёл в Приволжский район Ивановской области). Левитан приезжал в Плёс в течение трёх лет, с 1888 по 1890 год, и там были задуманы и созданы многие его картины.

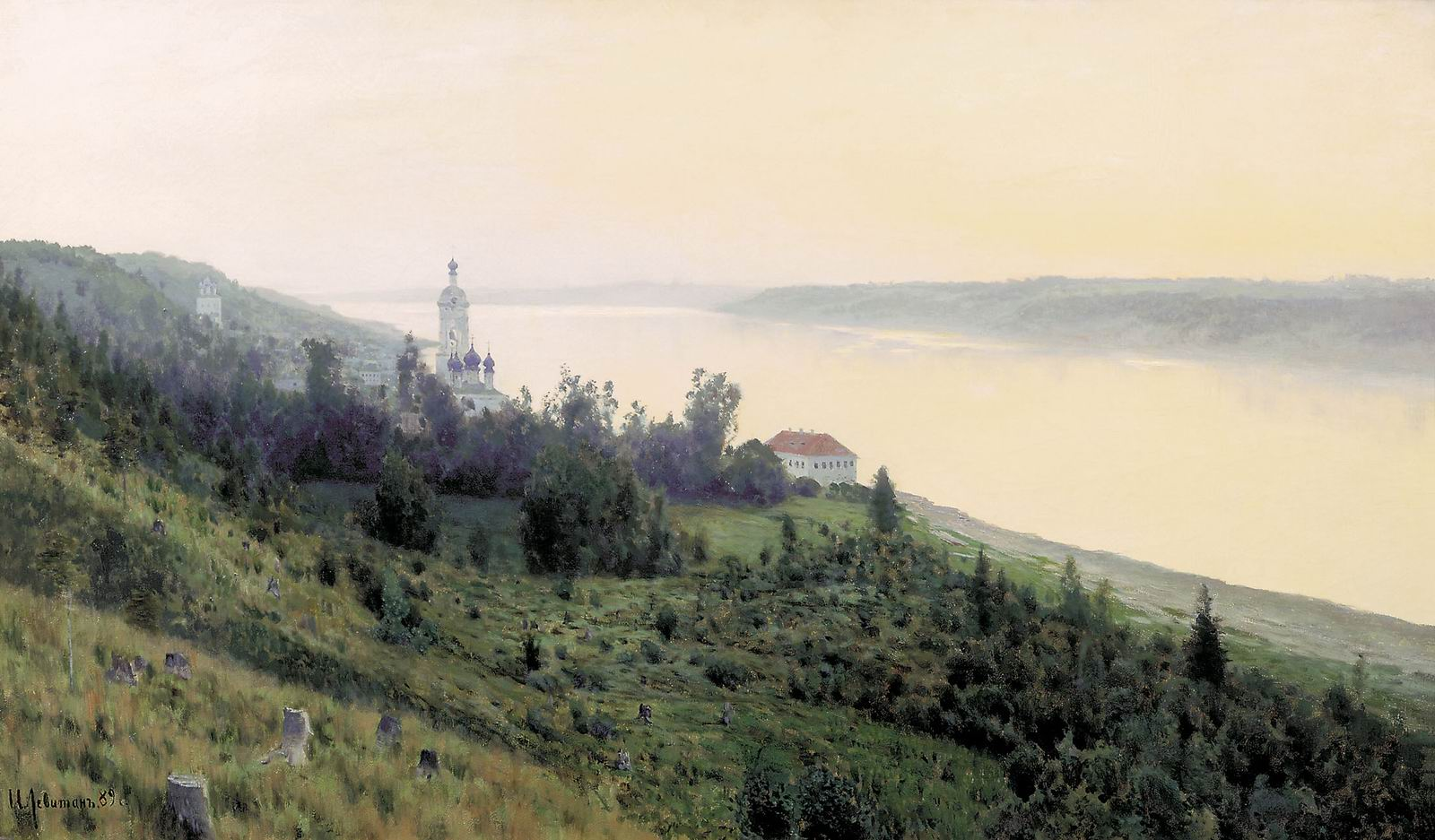
Вечер. Золотой Плёс (холст, масло, 84.2 × 142 см, ГТГ)

Полотно «После дождя. Плёс» было написано в 1889 году, по итогам второго пребывания Левитана в Плёсе, куда он опять ездил вместе с Кувшинниковой и Степановым. Левитан вместе со своими волжскими этюдами вернулся в Москву не позднее середины октября. В ноябре он переехал в дом-мастерскую в Большом Трёхсвятительском переулке, выделенную ему предпринимателем и меценатом Сергеем Морозовым. По-видимому, именно там в декабре 1889 года художник закончил работу над полотнами «После дождя. Плёс» и «Вечер. Золотой Плёс». По словам искусствоведа Алексея Фёдорова-Давыдова, эти две картины, завершающие «впечатления и переживания художника от его трёх поездок на Волгу в 1887—1889 годах», представляют собой «как бы итог художественного осознания и образного претворения волжской природы».
Картины Левитана «После дождя. Плёс» и «Вечер. Золотой Плёс» (под более короткими названиями «После дождя» и «Вечер») экспонировались на 18-й выставке Товарищества передвижных художественных выставок («передвижников»), открывшейся 11 февраля 1890 года в Санкт-Петербурге, а в марте того же года переехавшей в Москву. Ещё до открытия выставки, 3 февраля 1890 года, обе картины были приобретены Павлом Третьяковым за 2000 рублей. В первой декаде марта Левитан выехал в заграничную поездку в Италию, где он пробыл до апреля. В письме к художнику Василию Поленову, посланном 31 марта из Бордигеры, Левитан просил позаботиться о его картинах, участвовавших в московской части передвижной выставки, и принять во внимание, что «они писаны не в сильном свету», так что «их выгоднее было бы поставить не в сильный свет и никак уже не у окон».
Петербургские издания (газета «Новое время», журнал «Всемирная иллюстрация» и другие), опубликовавшие отчёты и комментарии о 18-й передвижной выставке, в основном обошли произведения Левитана молчанием, так что сам художник опасался «окончательного неуспеха их и в Москве». Однако его опасения не оправдались: во время московской части выставки были опубликованы статьи художников и критиков Сергея Голоушева (литературный псевдоним — Сергей Глаголь) и Виктора Симова (в журнале «Артист» и в газете «Московские ведомости», соответственно), в которых работам Левитана была дана высокая оценка.
Впоследствии картина «После дождя. Плёс» экспонировалась на ряде выставок, в том числе на персональных выставках Левитана, состоявшихся в 1938 году в Государственной Третьяковской галерее в Москве и в 1939 году в Государственном Русском музее в Ленинграде, а также на юбилейной, посвящённой 100-летию со дня рождения художника выставке, проходившей в 1960—1961 годах в Москве, Ленинграде и Киеве. В 1971—1972 годах полотно принимало участие в приуроченной к столетию ТПХВ выставке «Передвижники в Государственной Третьяковской галерее», проходившей в Москве, а также в московской части выставки «Пейзажная живопись передвижников». Оно также было одним из экспонатов юбилейной выставки к 150-летию со дня рождения Левитана, проходившей с октября 2010 года по март 2011 года в Новой Третьяковке на Крымском Валу.
В настоящее время картина «После дождя. Плёс» выставляется в «Левитановском зале» (зал № 37) основного здания Третьяковской галереи в Лаврушинском переулке.

## Описание
На картине «После дождя. Плёс» изображён берег Волги в пасмурный, облачный день. Только что прошёл дождь, ветрено, речная вода покрыта рябью. В центре картины изображены баржи и лодки, стоящие у берега, а слева на заднем плане — плывущий по Волге пароходик. Справа на заднем плане видны плёсские дома и церковь. Городок, баржи и пароход являются частями общего вида, который объединяется рекой и небом. Именно поэтому при разработке композиции было важно найти подходящее соотношение между частями холста, занимаемыми небом, землёй и водным пространством.
Композиция полотна асимметрична — его правая часть, в которую входят берег, церковь, дома и сады, имеет относительно небольшую глубину, в то время как левая часть «дана пространственной и глубинной, как речная гладь». Кроме этого, изображение асимметрично по расположению светлого и тёмного, поскольку небо и вода (с отражённым в ней светом) гораздо светлее правого берега. По мнению Алексея Фёдорова-Давыдова, «эта асимметричность основного построения была нужна для того, чтобы придать картине естественную жизненность, как бы некоторую „случайность“». В то же время тёмная масса барж, расположенная в центре холста, вносит в асимметрическую композицию картины определённую «центрическую устойчивость».
Все цвета объединены в относительно светлую гамму, в которой преобладают серебристо-серые тона. При этом, по словам искусствоведа Фаины Мальцевой, художник «тонко разрабатывает каждый цвет и даёт почувствовать его живописное богатство» — сюда относятся и лиловато-коричневая земля, и зеленоватые кустарники, и зелёные крыши домов, и синие церковные купола. Значительную роль в решении композиции и колорита играет небо. Несмотря на то, что бо́льшая часть его всё ещё покрыта дождевыми тучами, оно «кажется в картине как бы движущимся», что подчёркивается пробивающимся сквозь тучи светом, блики которого играют на поверхности воды. Благодаря этому весь пейзаж проникнут «состоянием изменчивости и беспокойства».
Фрагменты картины «После дождя. Плёс»

## Этюды, вариант и рисунок с картины
Известны два акварельных этюда, написанные Левитаном при работе над полотном. Один из них — «На реке» (бумага, акварель, 15,2 × 22,4 см) — находится в собрании Государственного Русского музея (инв. Р-6084). Этот этюд, ранее находившийся в собрании С. С. Боткина, был написан Левитаном осенью 1889 года. Другой этюд — «После дождя. Плёс» (бумага, акварель, чёрный карандаш, 16,5 × 26,5 см), также 1889 года, — хранится в частном собрании в Москве (по данным на 1966 год — в собрании Ю. В. Невзорова). Искусствовед Алексей Фёдоров-Давыдов писал, что эти этюды показывают, насколько интересовала художника «передача изменчивости летнего ненастного дня». По его словам, не очень отличаясь друг от друга по композиции, эти натурные этюды главным образом различаются изображением водной поверхности и облачного неба: «…в акварели „После дождя“ состояние более спокойное, в акварели „На реке“ усиливаются движение облаков и в особенности рябь на воде и колеблющиеся отражения в ней тёмных барж». Поэтому, по мнению Фёдорова-Давыдова, этюд «На реке» более близок к окончательной версии полотна. Оба акварельных этюда монохромны — они «исполнены лиловатой краской с использованием белого цвета бумаги для высветленных мест».
Акварельные этюды к картине «После дождя. Плёс» и вариант картины из дома-музея
В статье, опубликованной в 1960 году, Алексей Фёдоров-Давыдов также сообщал о существовании этюда маслом для картины «После дождя. Плёс» (22,7 × 33 см), хранившегося в частном собрании в Москве. По его словам, этот этюд «можно считать первичным и несомненно писанным с натуры». По сравнению с акварельными этюдами, он более отдалён от окончательной версии картины. Его живопись, «очень жидкая и однородная», носит явно этюдный характер. В масляном этюде отношение неба к земле составляет 1:1,5, а в обоих акварельных этюдах — 1,5:1.
В доме-музее Левитана в Плёсе хранится другой, несколько изменённый вариант картины «После дождя. Плёс», который носит название «Волга» (1888—1890, холст, масло, 35 × 57 см). Кроме этого, в Государственной Третьяковской галерее хранится рисунок с картины «После дождя. Плёс» (жёлтая бумага, акварель, 14,9 × 27 см, инв. 7601), исполненный художником для иллюстрированного каталога 18-й передвижной выставки.

## Отзывы
В статье, посвящённой столетию со дня рождения Левитана, искусствовед Алексей Фёдоров-Давыдов писал, что «вид маленького волжского городка с баржами и бегущим по воде пароходиком, с домиками и церковью вдалеке», изображённый на картине «После дождя. Плёс», воспринимается «как своеобразное пейзажное выражение раздумья о жизни». По словам Фёдорова-Давыдова, «это не просто вид, а средствами пейзажа переданное лирическое повествование о русской жизни, так живо напоминающее нам соответствующие повести Чехова». Такой «развитый пленэрный пейзаж» впоследствии получил название «пейзажа настроения».

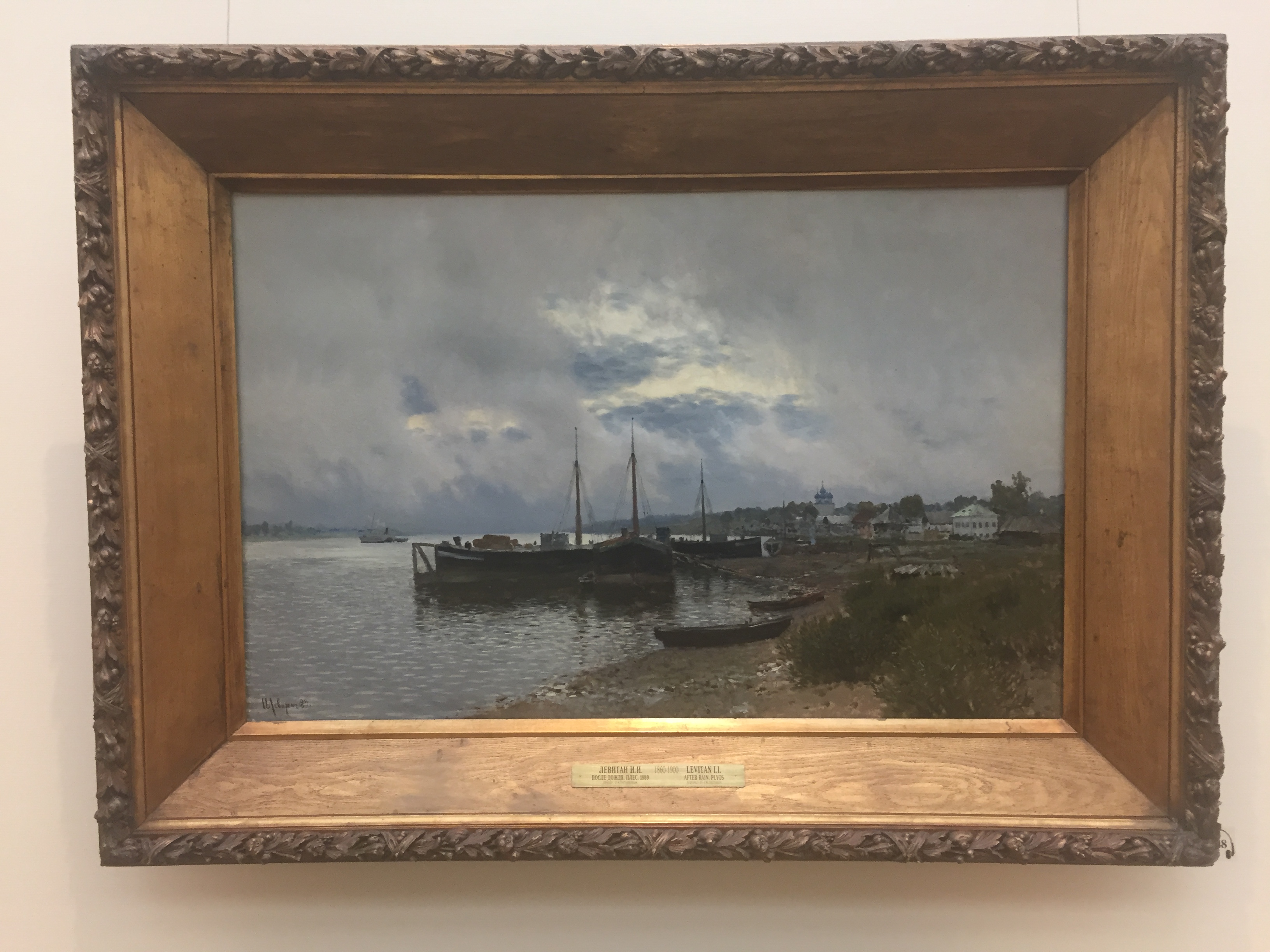
Картина «После дождя. Плёс» в Левитановском зале ГТГ

Искусствовед Фаина Мальцева отмечала, что картина «После дождя. Плёс», написанная по этюдам в условиях мастерской, «сохранила всю свежесть непосредственного впечатления от натуры, вплоть до ощущения влажности не только предметов, но и самой воздушной среды». По словам Мальцевой, посредством цветовых отношений при изображении отдельных предметов и общей цветовой тональности художнику удалось «сообщить» своему произведению «волнующую трепетность жизни», так что «пейзаж кажется здесь обжитым, „очеловеченным“». Мальцева писала, что в этой картине Левитан раскрывает «лирическую тему о жизни и настроениях людей», которая проходит как «подтекст» основного содержания пейзажа.
Искусствовед Виталий Манин писал, что пейзаж «После дождя. Плёс» написан «чувствительными, словно бы акварельными, красками». По словам Манина, в этом произведении художник находит «адекватное живописное выражение минутного состояния, в котором невозможно разделить состояние природы и самочувствие человека».
По мнению искусствоведа Владимира Петрова, картина «После дождя. Плёс» относится к лучшим произведениям волжской серии Левитана; более того, она является одной из лучших картин не только волжского периода, но и вообще всего творчества художника. Петров отмечал, что полотно написано «с замечательной свободой и богатством приёмов живописной выразительности», которые помогают художнику «передать ощущение „лёгкого дыхания“ и всеобщности движения жизни „умывшейся“, обновлённой природы». По словам Петрова, особое обаяние картины достигается за счёт «единства ощущения красоты мгновения и неизменной величавости волжских просторов».